# Spaniocentra apatella
Spaniocentra apatella är en fjärilsart som beskrevs av Reginald James West 1930.
Spaniocentra apatella ingår i släktet Spaniocentra och familjen mätare. Inga underarter finns listade i Catalogue of Life.